# Rio Jabuti
O rio Jabuti (ou rio Jaboti) é um curso de água que nasce e deságua no município brasileiro de Guarapari, no litoral do estado do Espírito Santo. Sua nascente se encontra na zona rural municipal, em uma região de montanhas, tendo sua foz na baía de Guarapari, nas águas do oceano Atlântico. Tem como principais afluentes o rio Conceição e os córregos Boa Esperança, São João do Jabuti, Maringá e Barra do Limão.
A bacia hidrográfica do rio Jabuti possui 63 km². Seu curso é relativamente preservado, mas intercede uma região com considerável presença de pousadas e propriedades rurais. Dá nome a algumas localidades rurais de Guarapari, como Alto Jabuti, Arraial do Jabuti e São João do Jabuti. As principais estradas que cruzam o leito são a BR-101 e a ES-060 (Rodovia do Sol).
Apesar de ter menos de 30 km de extensão, trata-se de um dos mananciais mais expressivos de Guarapari, sendo que suas águas são utilizadas para o abastecimento público da cidade. A captação das águas do rio é feita a 3 km de sua foz.
Um problema enfrentado pelo manancial é a diminuição da disponibilidade de suas águas durante longos períodos de estiagem, o que gera um risco de desabastecimento e regimes de rodízios de água no município. Isso também ocorre com o aumento da demanda de consumo durante a alta temporada das praias de Guarapari.